# Сосок
Грудни́й сосо́к (лат. papillae mammae) — парна зовнішня частина молочної залози людини та інших ссавців у вигляді виступу зі здатністю до ерекції, призначена для грудного вигодовування молоком при лактації. Також соски — одна з основних ерогенних зон. Діалектне — пипка.

## Анатомія
Сосок розташовується трохи нижче середини кожної з грудей, приблизно на рівні четвертого міжреберного проміжку або п'ятого ребра. Як правило, у жінок, що не народжували, має конусоподібну форму, у тих, що народжували — циліндричну.
Сосок оточений ареолою (лат. areola mammae) діаметром 3-5 см. Пігментація шкіри соска та ареоли помітно темніша від решти шкіри через високий вміст меланіну. У жінок, що не народжували — рожева або темно-червона, у тих, що народжували — бура. Під час вагітності інтенсивність пігментації посилюється, після пологів повертається до попереднього кольору.
В ареолі міститься деяка кількість невеликих рудиментарних молочних залоз Монтгомері (лат. glandulae Montgomerii), що утворюють навколо соска невеликі піднесення, які є нормою. Шкіра соска покрита дрібними зморшками.
Верхівка соска має невеликі отвори — молочні пори (лат. pori lactiferi), які являють собою закінчення молочних проток (лат. ducti lactiferi), що йдуть від верхівок молочних часток (лат. lobi mammae). Через ці пори при лактації виходить молоко.

## Ерекція соска

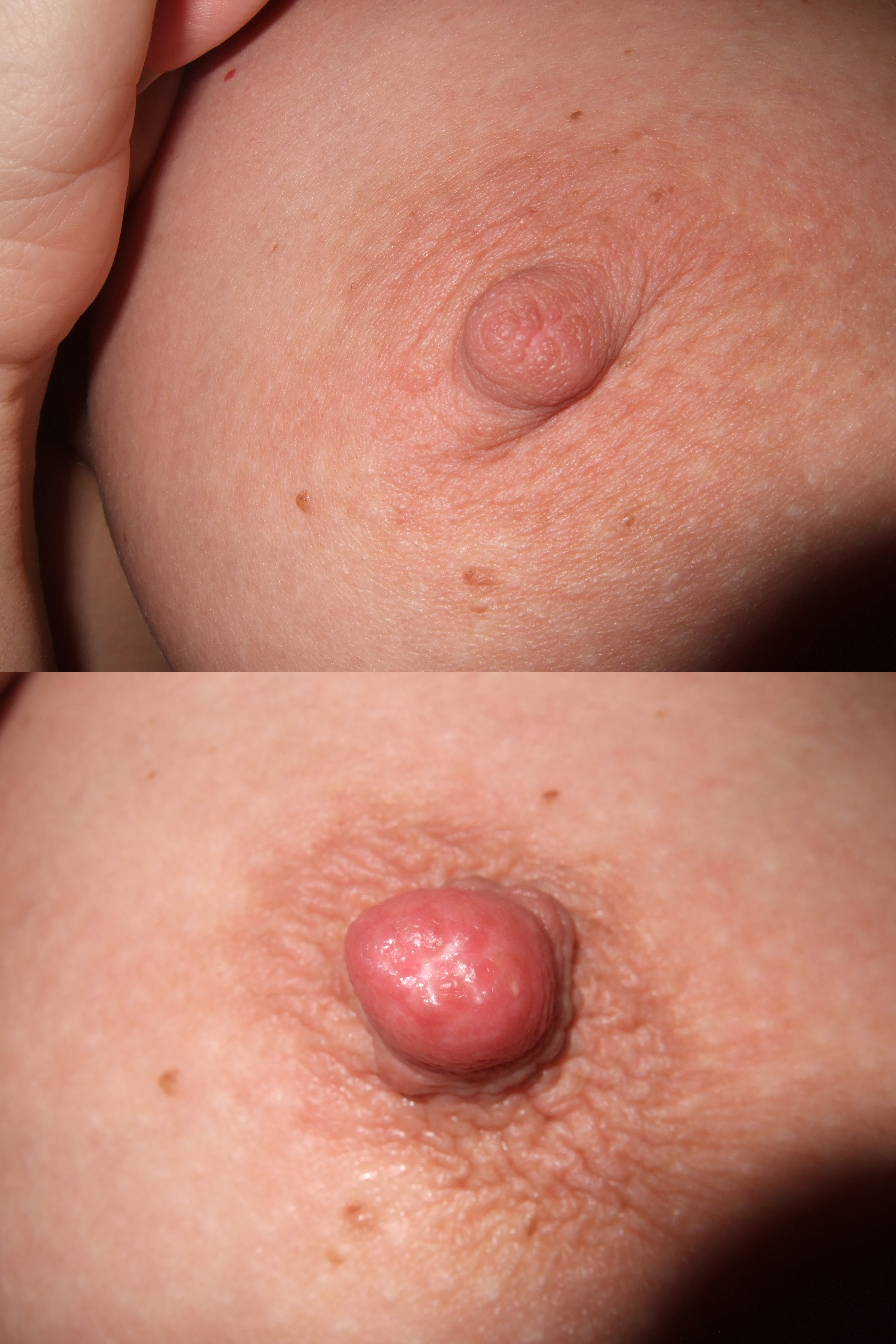
Неерегований та ерегований сосок 35-річної жінки

При сексуальному збудженні, а також у фазі овуляції, спостерігається підвищення еректильності та чутливості соска. Це зумовлено скороченням м'язових волокон, що розташовані всередині нього. На відміну від ерекції клітора, що ерегує завдяки наповненню кров'ю його печеристих тіл, ерекція соска не пов'язана з кровообігом.
Стимуляція соска пов'язана з високим рівнем сексуального збудження і в деяких жінок може приводити до оргазму[джерело?].

## Захворювання
Захворювання грудей та молочної залози можуть заторкувати соски, проте вони вразливі й до ряду специфічних станів:
- Втягнутий сосок — може бути симптомом раку молочної залози.

## Протезування

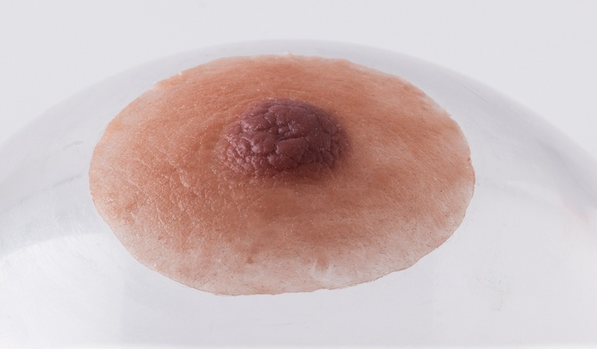
Протез соска з ареолою

При видаленні соска (наприклад, у випадку мастектомії при раку молочної залози), технології сучасної пластичної хірургії дозволяють здійснювати:
- протезування соска (лише з косметичною метою);
- зміна розміру соска.